# Église Saint-André de Pellegrue
Pour les articles homonymes, voir Église Saint-André.
L'église Saint-André est l'église de la commune de Pellegrue dans le département de la Gironde et la région Nouvelle-Aquitaine, en France.

## Localisation
L'église se trouve au cœur du village.

## Historique
L'église a été construite à l'origine au cours du XIIIe siècle en forme de croix latine. La façade occidentale est percée d'une porte dont les arcs brisés retombent sur des chapiteaux romans et un clocher de style néo-byzantin, de la fin du XIXe siècle est plaqué contre le croisillon nord du transept.

L'église fait l’objet d’une inscription au titre des monuments historiques par arrêté du 5 octobre 1925.

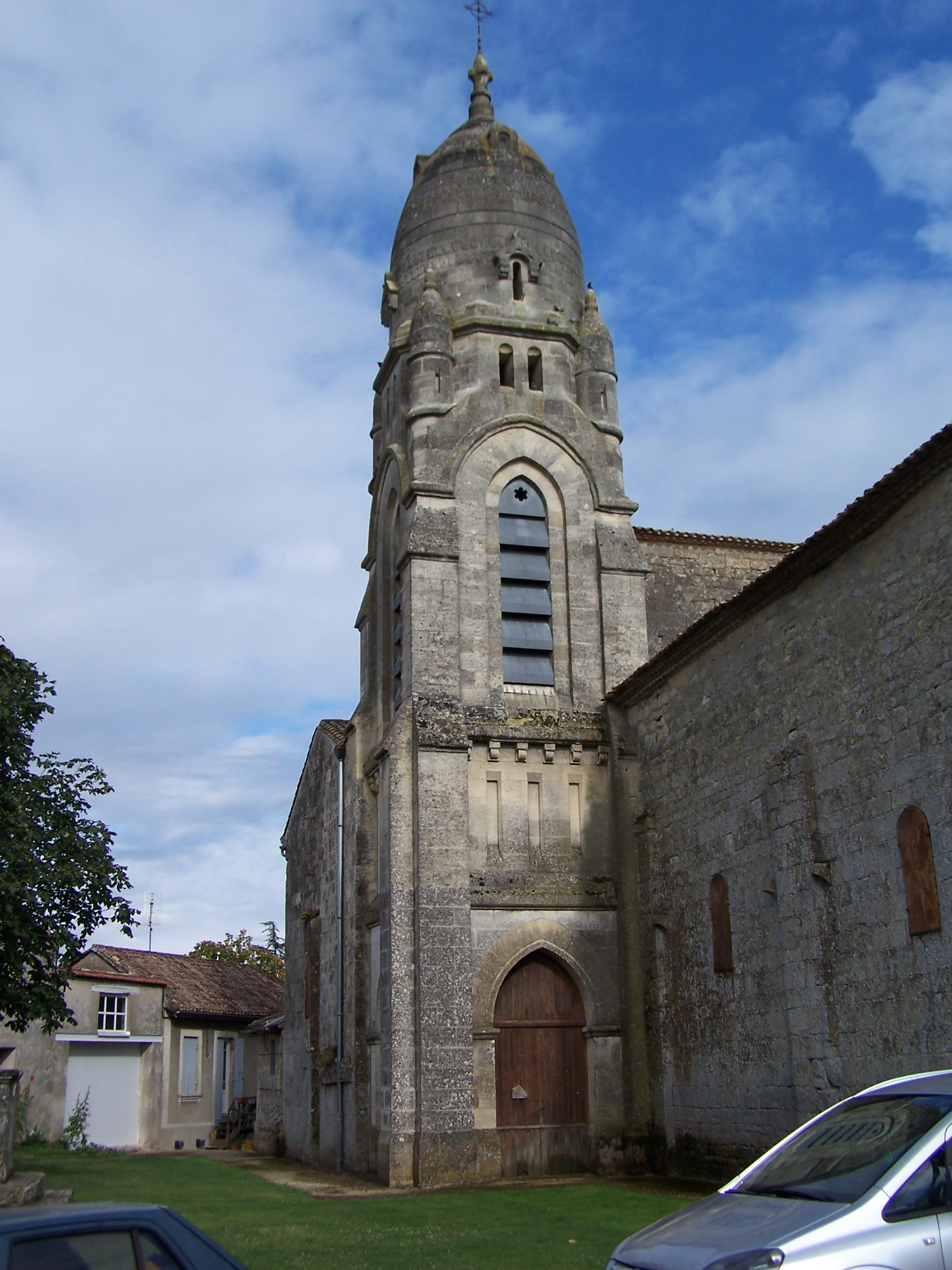
Le clocher (juil. 2012)
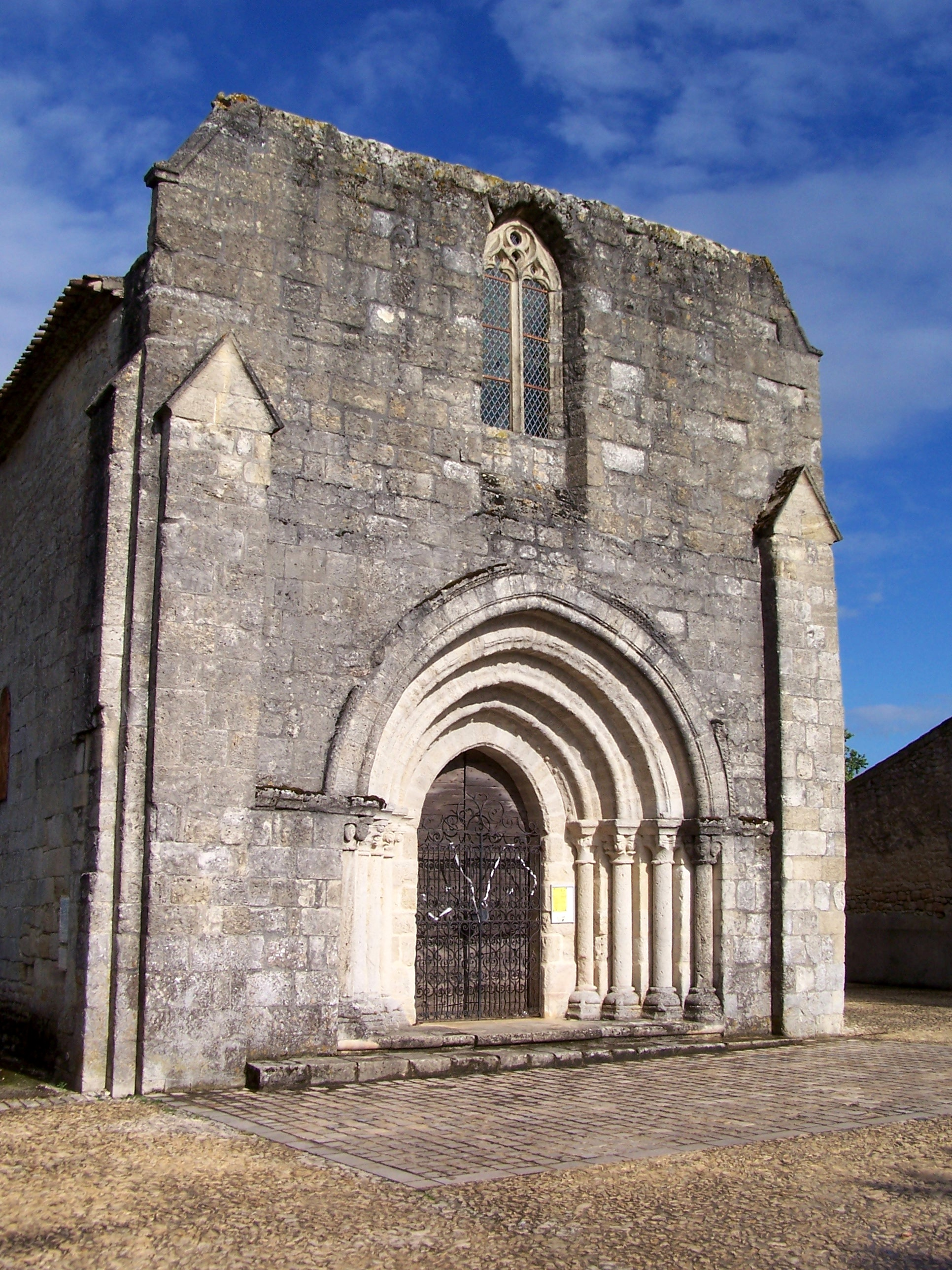
La façade occidentale (juil. 2012)
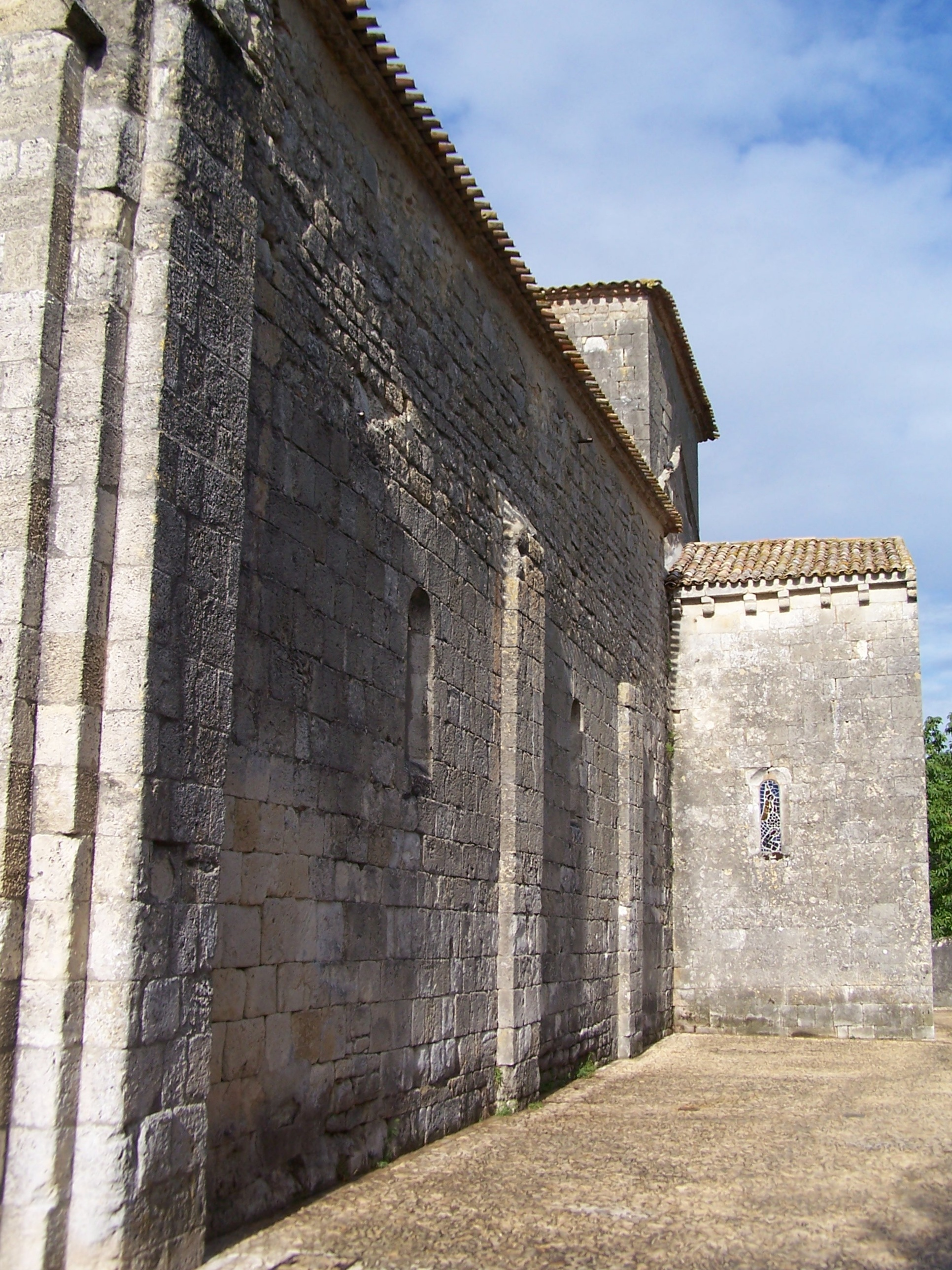
La façade sud (juil. 2012)
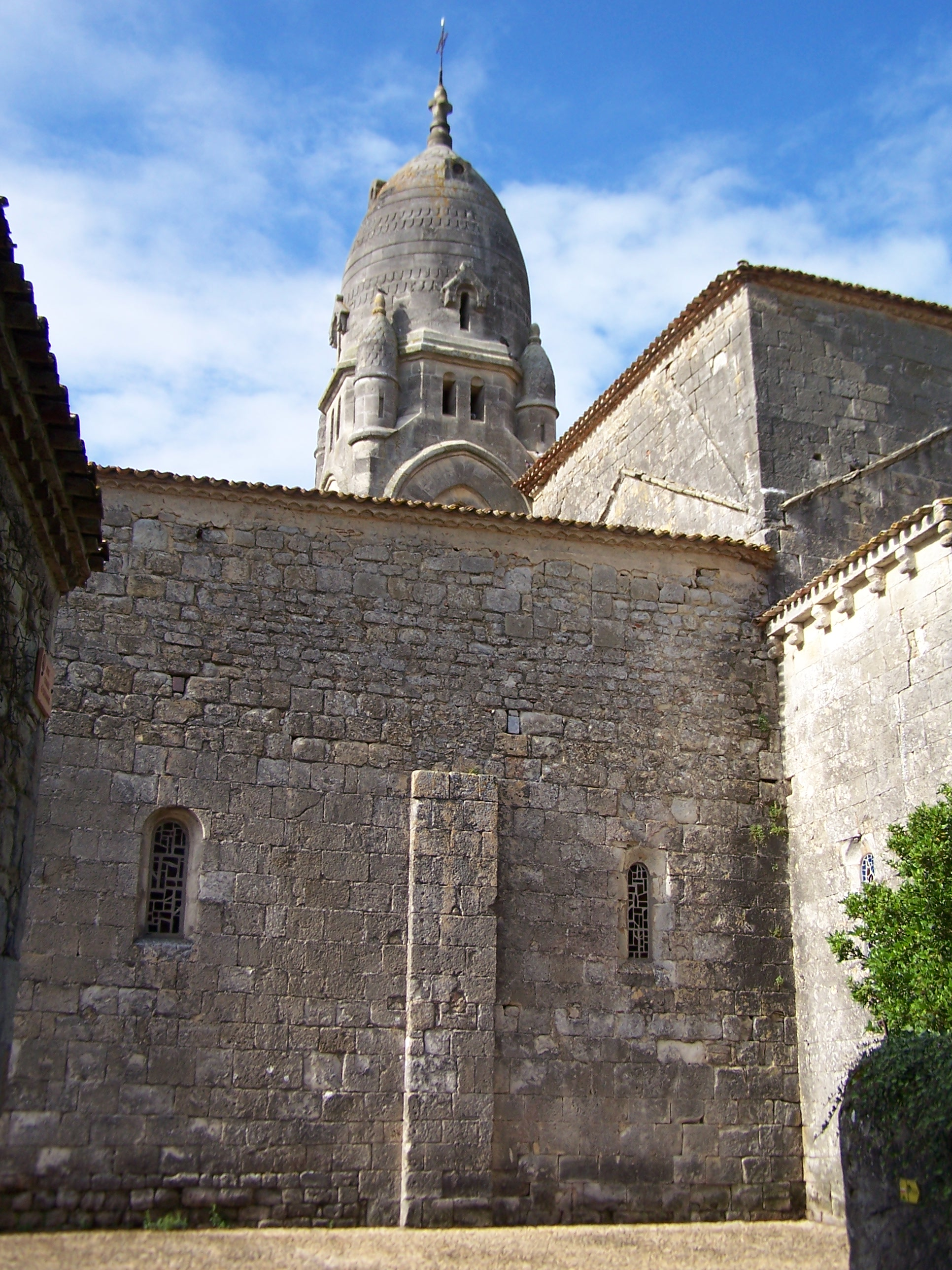
La façade sud (juil. 2012)